# Rhynchina echionalis
Rhynchina echionalis är en fjärilsart som beskrevs av Walker 1859. Rhynchina echionalis ingår i släktet Rhynchina och familjen nattflyn. Inga underarter finns listade.